# Бутырки (Тюменская область)
Бутырки — деревня в Ишимском районе Тюменской области России. Входит в состав Плешковского сельского поселения.

## История
До 1917 года входила в состав Жиляковской волости Ишимского уезда Тюменской губернии. По данным на 1926 год состояла из 54 хозяйств. В административном отношении входила в состав Плешковского сельсовета Жиляковского района Ишимского округа Уральской области.

## Население
| 2010 |
| ---- |
| 44   |

По данным переписи 1926 года в деревне проживало 285 человек (141 мужчина и 144 женщины), в том числе: русские составляли 100 % населения.
Согласно результатам переписи 2002 года, в национальной структуре населения русские составляли 73 % из 59 чел.